# Renewal
Renewal (Renovación) es el sexto álbum de la banda alemana de thrash metal Kreator, lanzado en 1992. Es su primer álbum experimental, ya que incorpora pequeños elementos del metal industrial. Este es, también, el último trabajo con el bajista original, Rob Fioretti. La canción Karmic wheel trata sobre el suicidio del político estadounidense Budd Dwyer (1939-1987).

## Lista de canciones
1. "Winter Martyrium" - 5:43
2. "Renewal" - 4:36
3. "Reflection" - 6:15
4. "Brainseed" - 3:17
5. "Karmic Wheel" - 6:06
6. "Realitätskontrolle" - 1:22
7. "Zero to None" - 3:12
8. "Europe After the Rain" - 3:19
9. "Depression Unrest" - 5:05

## Créditos
- Mille Petrozza - voz, guitarra
- Frank "Blackfire" Gosdzik - guitarra
- Rob Fioretti - bajo
- Jürgen "Ventor" Reil - batería
- Kreator - productor
- Tom Morris - productor, ingeniero, mezclador
- Mark Prator - mezclador
- Karl-Ulrich Walterbach - productor ejecutivo